# ジョージ・バランシン

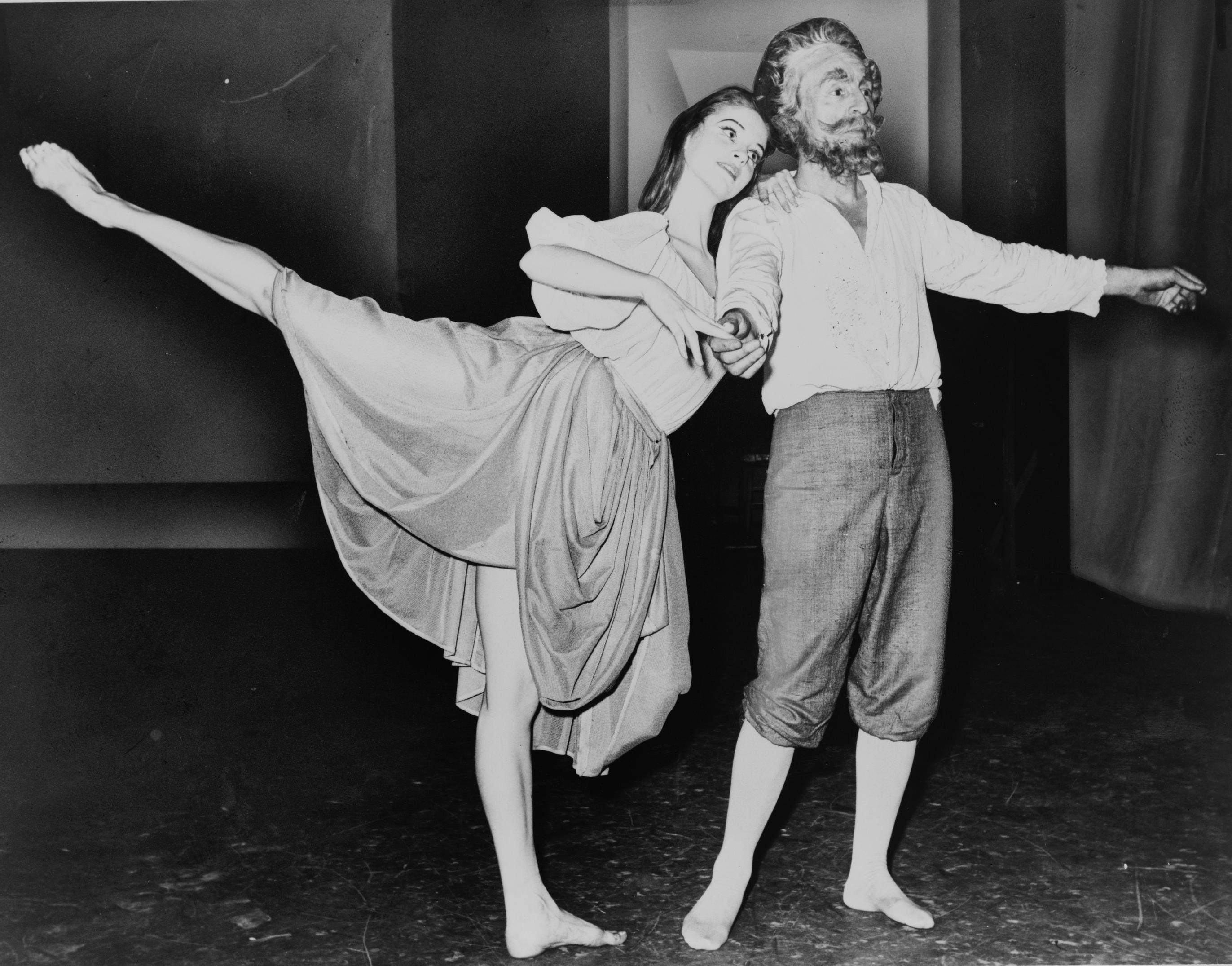
スザンヌ・ファレルとともに自身の振付による『ドン・キホーテ』を踊るバランシン（右、1965年）

ジョージ・バランシン（George Balanchine, 1904年1月22日 - 1983年4月30日）は、ロシア出身のバレエダンサー・振付家である。本名はギオルギ・バランチヴァーゼ （Giorgi Balanchivadze, 露： Георгий Мелитонович Баланчивадзе, グ： გიორგი მელიტონის ძე ბალანჩივაძე）。
サンクトペテルブルクの帝室劇場でダンサーをしていたが、十月革命後の混乱の中でソ連から亡命。バレエ・リュスの振付家として活動した後、渡米してニューヨーク・シティ・バレエ団を設立した。バランシンは、19世紀に確立されたクラシック・バレエから物語性を排し、純粋な身体の動きを追求した作品を生み出したことにより、20世紀のバレエに多大な影響を与えた。

## 経歴
1904年、サンクトペテルブルクのグルジア人の家庭に生まれる。父親はグルジア国民楽派のオペラ作曲家、メリトン・バランチヴァーゼ
。弟アンドリア・バランチヴァーゼも作曲家で、バランシン自身もいくつか小品を作曲している。

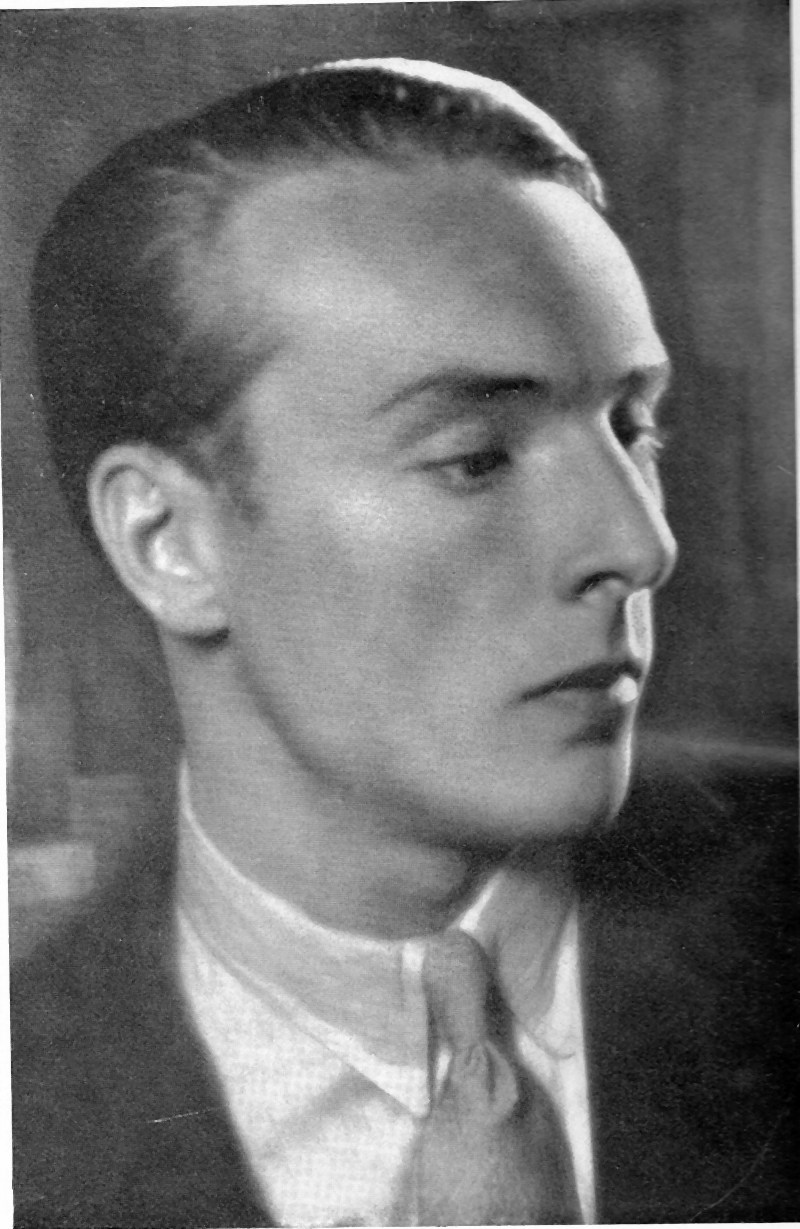
バランシン（1920年代）

1921年にペテルブルクの旧帝室バレエ学校を卒業し、1924年までマリインスキー劇場にバレエダンサーとして出演。1923年にペトログラード音楽院を卒業する。この頃、帝室バレエ学校の教え子であったタマーラ・ジェヴェルジェーエワ（芸名はタマラ・ジェーワ）と最初の結婚をするが、1926年に離婚。渡米後に3回結婚している（いずれもバレエダンサーのヴェラ・ゾリーナ、マリア・トールチーフ、タナキル・ルクレア）が、いずれも離婚し子供をもうけなかった。
1924年に小さなバレエ団を作ってソ連を去り、西欧ツアーを敢行する。ロンドンでセルゲイ・ディアギレフに認められ、請われてバレエ・リュスに加わった。膝関節の故障によりダンサーとしてのキャリアは終わったが、バレエマスター兼首席振付家としてディアギレフの下で5年間の実りある活動を行った。この頃生み出された作品に『アポロ』（1928年）、『放蕩息子』（1929年）がある。ストラヴィンスキーとの付き合いもこの時期から始まった。ディアギレフの死後はパリ・オペラ座バレエのバレエマスター就任を依頼されたが、結核のためにこれを受けることが出来ず、回復後にデンマーク王立バレエ団のバレエマスターを経て、バレエ・リュス・ド・モンテカルロの旗揚げに参加。ここでタマーラ・トゥマーノワの才能を発掘した。
1933年、パトロンのリンカーン・カースティンに説得されて、バレエ団を設立するために渡米した。バランシンは先ず学校を作ることが優先であると説き、アメリカン・バレエ学校（School of American Ballet）を設立した。2年後の1935年、その卒業生からなるアメリカン・バレエ（The American Ballet）を発足させた。

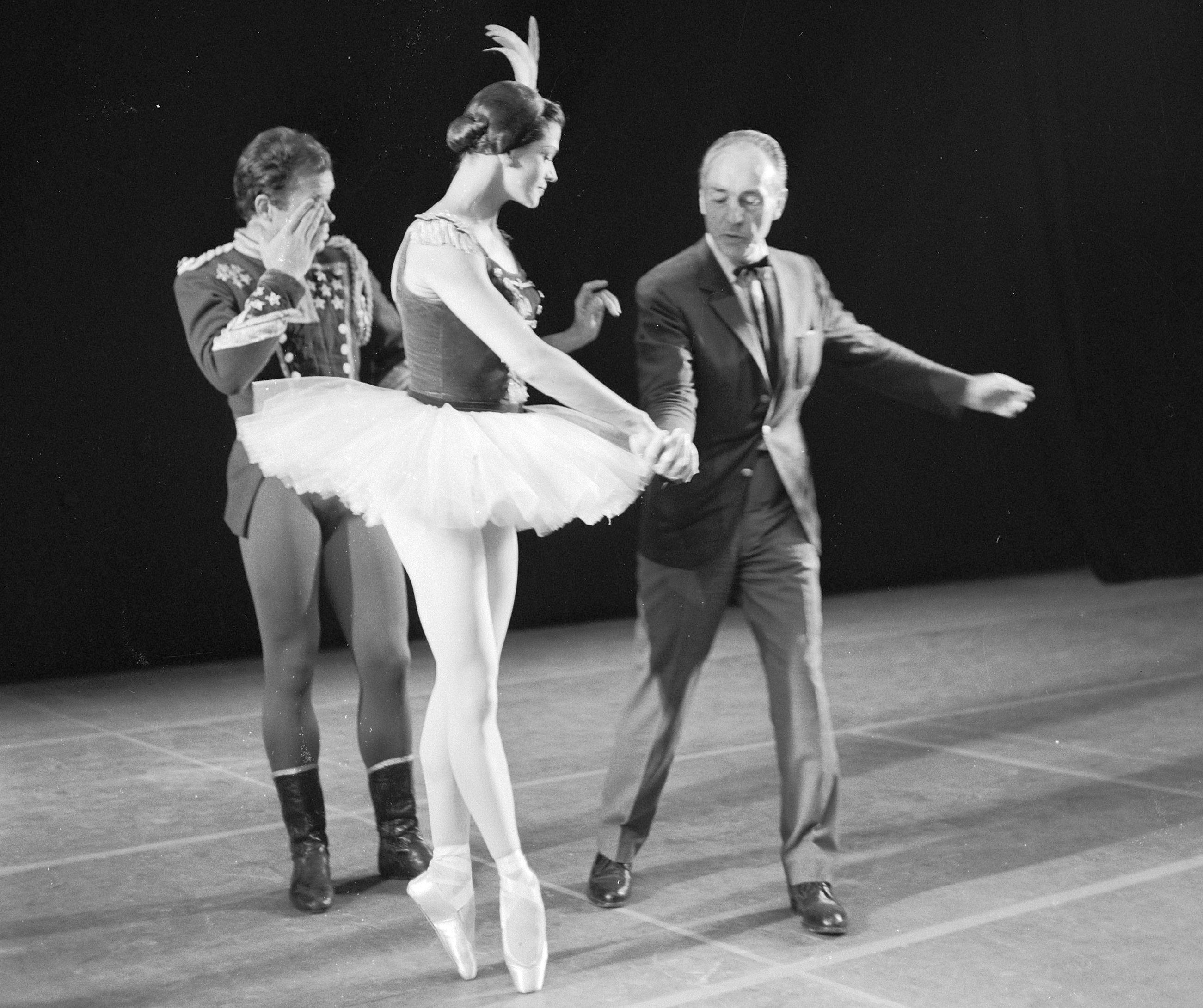
ダンサーを指導するバランシン（右、1965年）

1946年にバレエ協会を設立、これは現在のニューヨーク・シティ・バレエ団となる。1954年の『くるみ割り人形』公演によって、米国でもクリスマスにこの作品を取り上げることが習慣となった。ミュージカルや映画、テレビ番組でも振付を担当、リチャード・ロジャーズやヴァーノン・デュークらに協力した。一方でバレエ・リュス以来のストラヴィンスキーとの協力関係は続き、『カルタ遊び』（1937年）、『オルフェウス』（1947年）、『アゴン』（1957年）が作られた。また舞踊音楽として作曲されていない器楽曲への振付も行った。
1978年、舞踊中にバランスを失い、その後に体の安定、視力、聴力が衰え始める。1982年までに活動不能に陥った。1983年に79歳で他界した。存命中はバランシンが生検に同意しなかったため病は謎のままだったが、解剖の結果それがクロイツフェルト・ヤコブ病と判明した。

## 主な振付作品

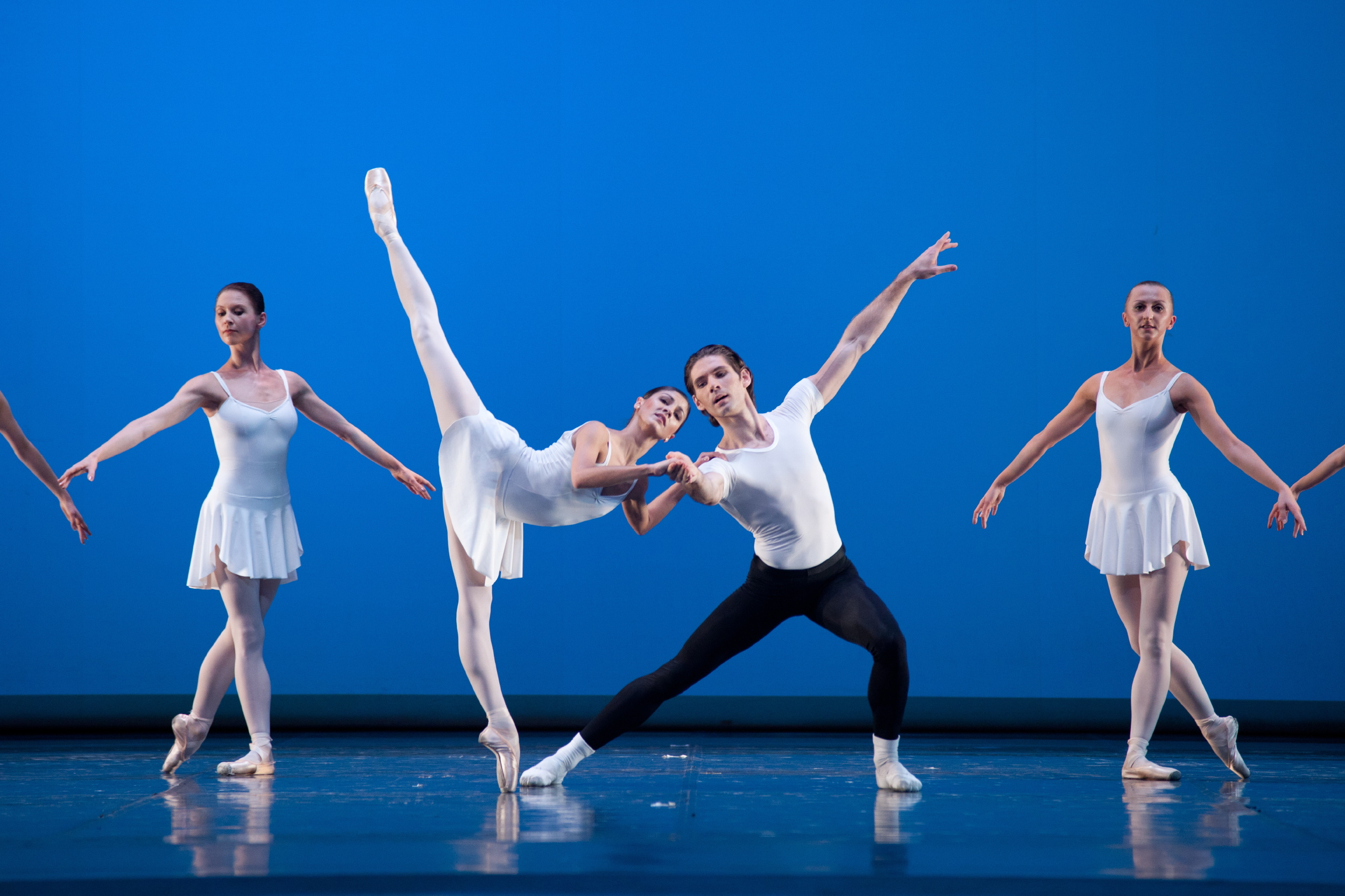
『コンチェルト・バロッコ』の上演（2013年）

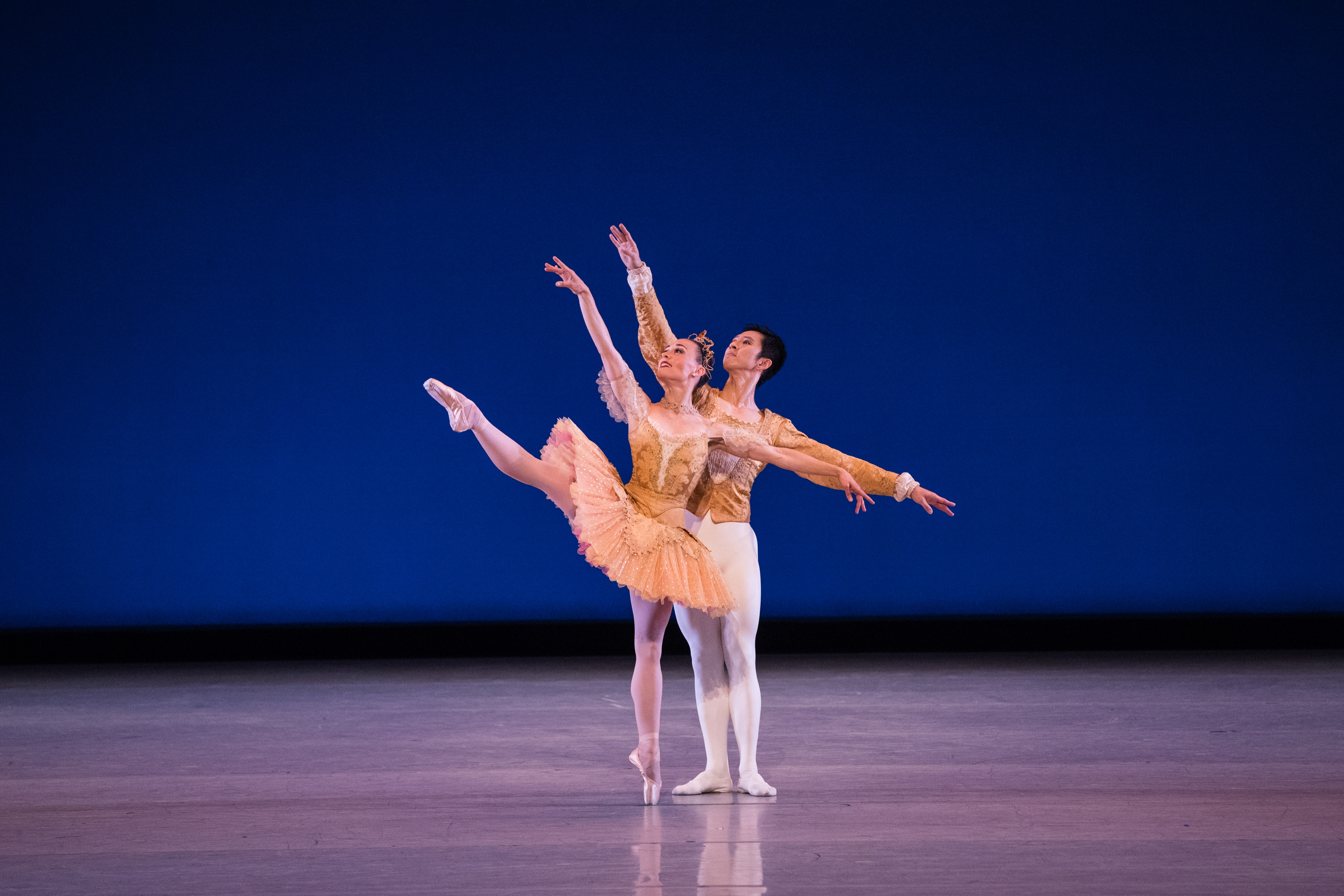
『テーマとヴァリエーション』の上演（2017年）

バランシンは生涯で400以上の作品を振り付けたが、その多くは、物語のない「プロットレス・バレエ」である。19世紀に確立されたクラシック・バレエが物語を伴っていたのに対し、バランシンは、クラシック・バレエの舞踊技術を継承しつつも独自に発展させ、ダンサーの身体の動きによって音楽そのものを表現する、いわば「音楽の視覚化」を試みた。このようなバランシンの作品は、20世紀バレエにおける重要な変革であり、クラシック・バレエの純粋化を図ったという点で「新古典主義（ネオクラシック）」とも呼称される。
主な振付作品は以下の通りである。
- 『ナイチンゲールの歌』（1925年）
- 『アポロ』（1928年）
- 『放蕩息子』（1929年）
- 『セレナーデ』（1935年）
- 『妖精の接吻』（1937年）
- 『カルタ遊び』（1937年）
- 『オン・ユア・トウズ』（1939年、ミュージカル映画）
- 『バラストレイド』（1941年）
- 『サーカス・ポルカ』（1942年）
- 『ダンス・コンチェルタンテ』（1944年）
- 『四つの気質（英語版）』（1946年）
- 『シンフォニー・イン・C （水晶宮）』（1947年）
- 『テーマとヴァリエーション』（1947年）
- 『オルフェウス』（1948年）
- 『火の鳥』（1949年）
- 『シルヴィア・パ・ド・ドゥ』（1950年）
- 『ラ・ヴァルス』（1951年）
- 『くるみ割り人形』（1954年）
- 『アゴン』（1957年）
- 『チャイコフスキー・パ・ド・ドゥ』（1960年）
- 『真夏の夜の夢』（1962年）
- 『BUGAKU』（1963年）
- 『ピアノと管弦楽のためのムーヴメンツ』（1963年）
- 『ドン・キホーテ』（1965年）
- 『ヴァリエーションズ』（1966年）
- 『ジュエルズ』（1967年）
- 『デュオ・コンチェルタンテ』（1972年）
- 『プルチネルラ』（1972年、ジェローム・ロビンズとの共作）